# Szűcsi
Szűcsi ist eine ungarische Gemeinde im Kreis Gyöngyös im Komitat Heves. Sie liegt am Bach Ágói-patak am südwestlichen Rand des Mátra-Gebirges.

## Infrastruktur
Im Ort gibt es eine Post, einen Kindergarten, eine Grundschule, eine Bücherei sowie das Bürgermeisteramt.

## Geschichte
Von 1955 bis 1960 wurde hier Braunkohle abgebaut.

## Gemeindepartnerschaft
- Krauschwitz (Sachsen), Deutschland

## Söhne und Töchter der Stadt
- József Bajza (1804–1858), ungarischer Dichter und Schriftsteller

## Sehenswürdigkeiten
- József Bajza Gedächtnismuseum (Bajza József Emlékmúzeum Szűcsi)
- Römisch-katholische Kirche Szent Kereszt felmagasztalása, erbaut 1825–1828 (Klassizismus)
- Statue des Johannes Nepomuk vor der Kirche (farbiger Stein, 1872 restauriert)

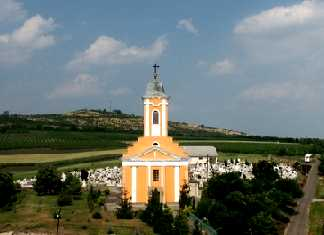
Röm.-kath. Kirche Szent Kereszt felmagasztalása
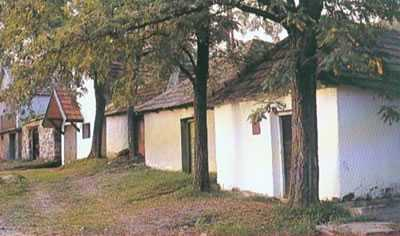
Alte Weinkeller

## Verkehr
Durch den Ort führt die Landstraße Nr. 2404 von Gyöngyöspata nach Rózsaszentmárton. Der nächste Bahnstation ist Apc-Zagyvaszántó. Sie liegt zehn Kilometer in Richtung Westen an der Bahnlinie Hatvan – Salgótarján.